# Magneoton
La Magneoton è una etichetta discografica ungherese, nonché il ramo locale della Warner Music Group.